# Yezoceryx punctatus
Yezoceryx punctatus är en stekelart som beskrevs av Chiu 1971. Yezoceryx punctatus ingår i släktet Yezoceryx och familjen brokparasitsteklar. Inga underarter finns listade i Catalogue of Life.